# Forsthaus Kahlenberg
Das Forsthaus Kahlenberg ist ein Forsthaus innerhalb des Landkreises Kaiserslautern. Es steht unter Denkmalschutz.

## Lage
Das Haus befindet sich Osten der Stadtgemarkung von Landstuhl außerhalb des Siedlungsgebiets und ist komplett von Wald umgeben. Es liegt am Nordhang des namensgebenden Kahlenbergs. Wenige hundert Meter westlich befindet sich der Stadtteil Melkerei.

## Bauwerk
Beim Gebäude handelt es sich um einen langgestreckten, eineinhalbgeschossigen Sandsteinquaderbau, der während der zweiten Hälfte des 19. Jahrhunderts errichtet wurde. Es umfasst zusätzlich einen Gartenpavillon.